# Stormälö
Stormälö är en ö i Finland. Den ligger i Skärgårdshavet och i kommunen Pargas i den ekonomiska regionen  Åboland i landskapet Egentliga Finland, i den sydvästra delen av landet. Ön ligger omkring 23 kilometer söder om Åbo och omkring 160 kilometer väster om Helsingfors.
Öns area är 5,82 kvadratkilometer och dess största längd är 5 kilometer i öst-västlig riktning. Ön höjer sig omkring 50 meter över havsytan.
Den västra delen av ön har namnet Klofsan.